# Déborah Rodríguez

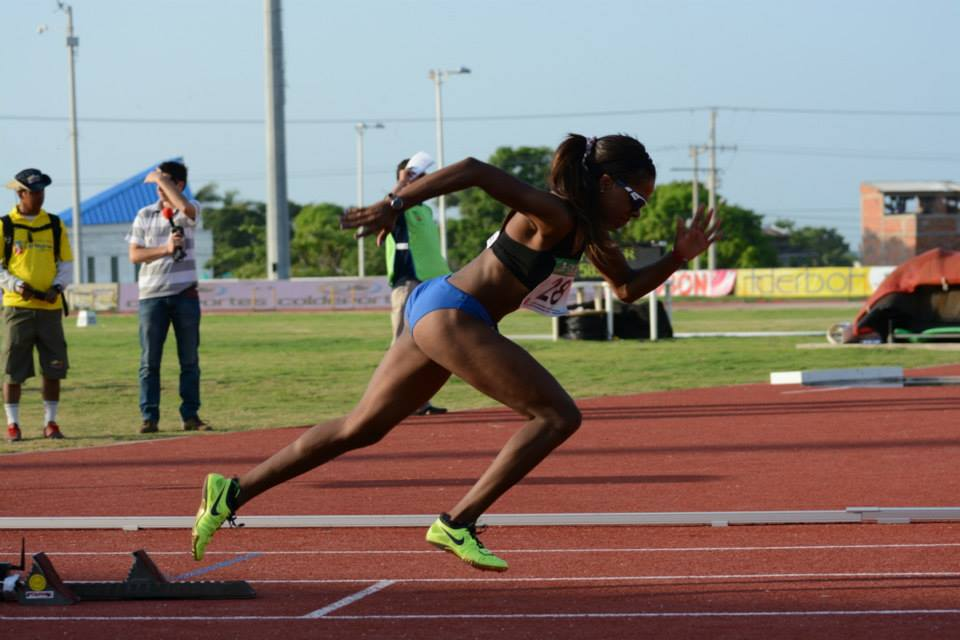
Déborah Rodríguez 2013

Déborah Rodríguez, vollständiger Name Déborah Lizeth Rodríguez Guelmo, (* 2. Dezember 1992 in Montevideo) ist eine uruguayische Leichtathletin, die als Hürdenläuferin, Sprinterin und Mittelstreckenläuferin aktiv ist.

## Karriere

### Juniorenzeit
Rodríguez, deren Vater Fußballspieler und deren Mutter Läuferin war, begann im Alter von vier Jahren mit dem Sport. 14-jährig repräsentierte sie erstmals ihr Heimatland beim Torneo Nacional Argentino sowie bei der Jugendweltmeisterschaft in Tschechien.
Sie gewann beim Torneo Nacional de menores in Uruguay 2006, 2007 und 2008 Gold über die 400-Meter- sowie die 400-Meter-Hürdenstrecke. 2007, 2009 und 2010 avancierte sie zudem bei den Uruguayischen Juniorenmeisterschaften zur Titelträgerin über 400 Meter und 400 Meter Hürden. 2008 kam die uruguayische Leichtathletin bei den Leichtathletik-Südamerikameisterschaften der Junioren in Uruguay in ebendiesen beiden Laufwettbewerben als Siegerin ins Ziel. Im 400-Meter-Hürdenrennen verteidigte sie ihren Juniorensüdamerikameistertitel erfolgreich 2009 bei den diesbezüglichen Wettbewerben im brasilianischen São Paulo und war abermals über diese Distanz bei den südamerikanischen Juniorenmeisterschaften 2011 in Medellín Titelträgerin. Bei Jugendweltmeisterschaften 2009 in Brixen fügte Rodríguez ihrer Medaillensammlung eine Bronzene über 400 Meter Hürden hinzu.

### Senioren
Bei den Weltmeisterschaften 2009 in Berlin schied sie über 400 Meter Hürden im Vorlauf mit uruguayischer Rekordzeit (59,21 Sekunden) aus. Jeweils über die 400-Meter-Hürden-Distanz erlief sie bei den 2010 in Medellín ausgerichteten Südamerikaspielen die Silbermedaille (59,76 Sekunden) und belegte bei den Südamerikameisterschaften 2011 in Buenos Aires den Dritten Rang. 2008, 2009, 2010 und 2011 holte sie zudem in ihrem Heimatland jeweils die Goldmedaille über die 400 Meter, 800 Meter und die 400-Meter-Hürdenstrecke bei den Uruguayischen Meisterschaften. Bei den Panamerikanischen Spielen 2011 in Guadalajara vertrat Rodríguez ebenfalls ihr Heimatland in der 400-Meter-Hürdensdisziplin. Dort schied sie ebenso wie bei den Weltmeisterschaften in Daegu über 400 Meter Hürden im Vorlauf aus.
Rodríguez stand als jüngste Sportlerin im Aufgebot der uruguayischen Mannschaft für die Olympischen Spiele 2012. Dort startete Rodríguez über die 400-Meter-Hürdenstrecke. Sie schied zwar im Vorlauf aus, doch belegte sie als beste Südamerikanerin im Wettbewerb den 28. Rang. In diesem Rennen verbesserte sie ihre bisherige, bei 58,63 Sekunden stehende Bestmarke in dieser Disziplin auf den uruguayischen Rekord von 57,04 Sekunden. Zudem verbesserte sie am 25. August 2012 bei den U23-Staatsmeisterschaften in São Paulo die seit 1985 bestehende nationale Rekordmarke Margarita Gruns (54,39 Sekunden) über 400 Meter auf 53,98 Sekunden.
Die 1,74 Meter große Leichtathletin gehört dem Verein Campus de Maldonado in Maldonado, wo sie bereits seit vier Jahren (Stand: 2012) lebt und trainiert. Für das nacholympische Jahr steht für sie der Silbermedaillengewinn über 400 Meter Hürden bei den Südamerikameisterschaften 2013 im kolumbianischen Cartagena zu Buche. Im Rahmen ihrer Teilnahme an den Südamerikaspielen 2014 in Santiago de Chile gewann sie über 400 Meter Hürden und über 800 Meter jeweils die Goldmedaille. Bei den Iberoamerikanischen Meisterschaften 2014 im August belegte sie über 400 Meter Hürden den Silberrang. Noch im selben Monat wurde sie vierfache uruguayische Meisterin über 100 Meter, 200 Meter, 400 Meter und 400 Meter Hürden. Im Oktober jenes Jahres fügte sie die drei Südamerikameistertitel bei den U23-Südamerikameisterschaften im heimischen Montevideo über 400 Meter, 800 Meter und 400 Meter Hürden ebenso ihrer Erfolgsbilanz hinzu, wie auch eine Bronzemedaille mit der uruguayischen 4-mal-400-Meter-Staffel.
Am 30. Mai 2015 verbesserte sie in Belgien beim Putbosmeeting in Oordegem-Lede ihren im Juli 2014 in Spanien aufgestellten uruguayischen Rekord (2:05,67 Minuten) über die 800-Meter-Strecke auf 2:02,96 Minuten.
Im Juni 2015 nahm sie an den Südamerikameisterschaften 2015 in Lima teil. Dort wurde sie, jeweils mit persönlicher Bestzeit im Finallauf, Südamerikameisterin auf der 400-Meter-Hürden- und auf der 800-Meter-Strecke. Bei den Panamerikanischen Spielen 2015 war sie eigentlich als Fahnenträgerin des uruguayischen Teams vorgesehen. Diese Rolle konnte sie jedoch letztlich aufgrund ihrer Anreise nach Kanada betreffender organisatorischer Probleme nicht wahrnehmen und wurde in dieser Funktion durch Dolores Moreira ersetzt. In den Wettbewerben in Toronto gewann sie die Bronzemedaille über die 400-Meter-Hürdendistanz.
Während der Eröffnungsfeier der Olympischen Sommerspiele 2020 war sie, gemeinsam mit dem Ruderer Bruno Cetraro, die Fahnenträgerin ihrer Nation.

### Auszeichnungen
Im Rahmen der Ehrungen der besten uruguayischen Sportler des Zeitraums 2009–2010 („Deportista del Año“) wurde sie am 28. März 2011 seitens des Comité Olímpico Uruguayo im Teatro Solís als beste Juniorensportlerin des Jahres 2009 in der Sparte „Leichtathletik“ ausgezeichnet.

## Erfolge

### Junioren
- Juniorensüdamerikameisterin über 400 Meter: 2008
- Juniorensüdamerikameisterin über 400 Meter Hürden: 2008, 2009, 2011
- 3. Platz Jugendweltmeisterschaften über 400 Meter Hürden: 2009

### Senioren
- 1. Platz Südamerikaspiele 2014 über 400 Meter Hürden: 2014
- 1. Platz Südamerikaspiele 2014 über 800 Meter: 2014
- 1. Platz Südamerikameisterschaften über 400 Meter Hürden: 2015
- 1. Platz Südamerikameisterschaften über 800 Meter: 2015
- 2. Platz Südamerikaspiele über 400 Meter Hürden: 2010
- 2. Platz Südamerikameisterschaften über 400 Meter Hürden: 2013
- 2. Platz Iberoamerikanische Meisterschaften über 400 Meter Hürden: 2014
- 3. Platz Südamerikameisterschaften über 400 Meter Hürden: 2011
- 3. Platz Panamerikanische Spiele über 400 Meter Hürden: 2015
- Vielfache Uruguayische Meisterin: 2008, 2009, 2010, 2011, 2014

## Persönliche Bestzeiten
- 400 Meter: 52,53 Sekunden, 3. Oktober 2014, Montevideo
- 800 Meter: 2:01,46 Minuten, 14. Juni 2015, Lima
- 400 Meter Hürden: 56,33 Sekunden, 13. Juni 2015, Lima

Quelle: 